# Marc Amand Élisée Scherb
Pour les articles homonymes, voir Scherb.
Marc Amand Élisée Scherb, né le 25 avril 1747 à Westhoffen (Bas-Rhin) et mort dans la même ville le 2 juillet 1838, est un général français de la Révolution et de l’Empire.

## Biographie
Fils de Jean Élisée Scherb, notaire, né le 6 juillet 1712, Marc Amand Élisée Scherb a été cadet au régiment d'infanterie d'Anhalt le 20 octobre 1766, puis sous-lieutenant le 16 octobre 1768.
Il sert en Corse en 1769. Lieutenant le 14 janvier 1777, capitaine le 16 septembre 1778. Lieutenant-colonel, commandant un bataillon de grenadiers, sous le général Custine le 20 octobre 1792. Adjudant-général chef de brigade le 8 mars 1793. Il est alors blessé d'un coup de mitraille au pied droit et d'un coup de feu avec fracture de la jambe gauche au siège de Mayence en 1793. Il est chargé de conduire en Vendée la deuxième colonne de la garnison de Mayence le 22 juillet 1793, pour se joindre aux armées des côtes de Brest le 17 août 1793 et sert à Savenay le 13 juillet 1794 avant d'être nommé provisoirement général de brigade par les représentants du Peuple, en mission près les armées du Rhin et de la Moselle le 6 décembre 1794. Commandant de la 2e brigade, division du maréchal Gouvion-Saint-Cyr, devant Mayence le 4 janvier 1795. Il est confirmé général de brigade par le Comité de salut public le 13 juin 1795. 
Employé dans la 8e division (Courtot) lors du blocus de Mayence le 29 octobre 1795, à la 8e division (Ferino) à l'armée de Rhin-et-Moselle le 30 décembre 1795 et à la 6e division (Duhesme) en avril 1796. Commandant à Landau le 27 avril 1796, il passe le Rhin pour observer la place de Philippsbourg le 19 juillet 1796. Chargé de contenir les garnisons de Mannheim et de Philippsbourg à Bruchsal le 31 juillet 1796. Il se replie sur Kehl le 13 septembre 1796, s'y établit et repousse une attaque des Autrichiens le 18 septembre 1796. Il est accusé de lâcheté et suspendu de ses fonctions par le commissaire du gouvernement Haussmann le 26 septembre 1796. Il est remis à la disposition du ministre de la Guerre et employé à l'armée d'Allemagne par le maréchal Augereau le 21 octobre 1797. Commandant supérieur à Neuf-Brisach le 24 octobre 1797, il est admis à la retraite le 19 juillet 1803.
Il est nommé commandant en chef du département du Bas-Pô en Italie et de la place de Ferrare le 9 octobre 1803. Le 4 février 1805, il est commandant d'armes à Legnago, puis successivement à Vérone le 22 septembre 1805, à Monfalcone le 17 mars 1806 et à Zara en Dalmatie le 12 mai 1806. Il est admis à la retraite le 5 septembre 1806.
Il meurt le 2 juillet 1838, à Westhoffen.

### Décorations
- Chevalier de Saint-Louis le 10 avril 1791.
- Officier de la Légion d'honneur le 15 juin 1804, décoré par Napoléon.

## Sources
- Copie de l'acte de baptême de la mairie de Westhoffen.
- États de services aux armées du ministère de la Guerre (1977), service historique.
- Confirmation par le Dictionnaire des Généraux (avec correction de la date de naissance : avril).
- « Cote LH/2476/77 », base Léonore, ministère français de la Culture
- (pl) « Napoléon.org.pl »